# Руде Село
Руде́ Село́ — село в Україні, у Володарській селищній громаді Білоцерківського району Київської області. Розташоване на обох берегах річки Коса (притока Росі) за 21 км на захід від смт Володарка. Населення становить 1 054 особи.

## Історія
Вченим відомо про існування на території Рудого Села поселення черняхівської культури (ІІ — V ст. н. е.). Про людську присутність на цих землях ще майже дві тисячі років тому свідчать знайдені в наші дні на околицях Рудого Села римські монети-динарії, що датуються 160—180 роками н. е.
Перші писемні згадки про Руде Село зафіксовані в історичних документах 1616 і 1622 років. Наприкінці XVI — на початку XVII ст. Руде Село належало польському магнату Янушу Збаразькому. В 1608 році Януш Збаразький помер, а його маєтки й земельні володіння дісталися синові Юрію. Оскільки Юрій Збаразький був бездітним, то після його смерті в 1631 році рід Збаразьких припинив своє існування. Землями заволодів Ярема Вишневецький, який у 1640 році передав їх своєму родичу Янушу Вишневецькому.
У 1796 році Руде Село увійшло до складу щойно утвореного Сквирського повіту Київської губернії. Тодішній власник села Станіслав Залєський був предводителем повітового дворянства.
Відоме чудотворною іконою Божої матері «Рудосільська».

## Населення

### Мова
Розподіл населення за рідною мовою за даними перепису 2001 року:
| Мова       | Кількість | Відсоток |
| ---------- | --------- | -------- |
| українська | 1055      | 96.35%   |
| російська  | 38        | 3.47%    |
| білоруська | 1         | 0.09%    |
| угорська   | 1         | 0.09%    |
| Усього     | 1095      | 100%     |

## Архітектурний стиль палацу
Матеріали досліджень доводять, що садиба не належала Браницьким. Унікальне і незвичне для України розпланування палацу доводить, що будували його за зразками вілл Палладіо. Найближчий аналог — вілла Піовене поблизу міста Віченца, побудована самим Палладіо (трикутний фронтон центральної частини, дві бічні лоджії на висоту 2-х поверхів. До того ж, Браницькі не відрізнялися смаком в архітектурі. Усі їх помешкання — зазвичай скромної, нецікавої архітектури. Одна з Браницьких так і казала — моє покликання не будувати, а садити.
Палац в Рудому Селі якраз відрізнявся цікавою архітектурою. Його перший поверх рустований, рустованими були і кути лоджій. Вікна центрального об'єму напівциркульні і прикрашені гірляндами. Менший за розмірами, ніж згадана вілла Піовене, палац мав більш привітний вигляд, ніж Піовене і був доповнений флігелями, в'їзною брамою з колонами і парком. А це вже справжній палацово-парковий ансамбль.

## Власники маєтку
У найкрасивішому місці Рудого Села на пагорбі над річкою був маєток Залєського. Схили пагорба засипали спеціально привезеним ґрунтом, на них ярусами висаджували дерева та кущі, розбивали клумби. У двоповерховому будинку було близько 15 кімнат з бальною залою та їдальнею для челяді. Цегляні стіни мали метрову товщину, підлога була вистелена паркетом. Від головної брами з колонами до входу в палац була дорога, під якою взимку по трубі переганяли гаряче повітря, тож дорога ніколи не замерзала. Цією дорогою від криниці біля річки до маєтку кінь без погонича (він сам знав шлях) возив воду. Перед парадним входом жебонів фонтан. Навколо маєтку на трьох гектарах саду росли три тисячі дерев і кущів. Від будинку розходилися вісім алей, кожна обсаджена деревами певних порід (липами, кленами, каштанами, ясенами тощо).
У середині ХІХ ст. панський палац був перебудований. Мурована з цегли двоповерхова будівля і зараз приваблює око своєю скромною класикою, попри те, що від палацу залишився тільки фасад. На трикутному фронтоні раніше були герби власника і його дружини — тепер лише барельєф із двох фігурок. Бічні частини палацу виконані у формі лоджій з відкритими колонадами. Унікальне і незвичайне для України розпланування палацу дуже схоже на роботи італійського архітектора Андреа Палладіо (1508—1580 рр.).
Браницькі серед володарів не значаться. Палац побудований для Станіслава Залєвського гербу Правдич наприкінці 18 ст. Звідси палладіанські форми.
Шлюб Залевського з Теклею Потоцькою не дав дітей — маєток перейшов до племінниці Феліції Івановської (Felicja Prawdzic Zaleska). Вона віддала маєток своїй доньці Констанції (1821—1880), одруженої з Ернестом Жевуським.
У Констанції від шлюбу з Ернестом Жевуським (шлюб з 1820 року) було троє дітей: Марія 1840-1889)(дружина Казиміра Стадніцького (Kazimierz Eustachy hr. Stadnicki h. Drużyna 1822-1885), Ернестина (1848-1908) (одружена з Феліксом Меленевським (Feliks Meleniewski h. Topacz 1846-1908) та Адам (1830-1878). Адам Жевуський був одружений з Марією Потоцькою (єдиною дочкою Володимира Володимировича Потоцького). Подружжя Адама та Марії мало сина Вацлава (його дружина Zofia Zethofer) та дочку Софію (чи Ернестину). Єдиною же дочкою Вацлава Адамовича Жевуського була теж Софія, остання володарка маєтку.
Останньою володаркою маєтку була Софія Жевуська (померла у 1974 році) — дружина Стефана Подгорського (син Міхала), вона була правнучкою, а не онукою Констанції Івановської, як це часто згадується у літературі.
Крім того, Софія Жевуська зі сторони родини Потоцьких була власницею старовинного спадку Потоцьких — «Дашівського ключа». У 1911 році Ернестина Жевуська, Софія та Стефан Подгорські володіли м. Дашевом, селами Купчинцями, Шабельною (всього 4082 дес. землі).
За часів СРСР — в палаці розміщувалась колгоспна контора. Будівля постраждала від пожежі і була покинута. Ніяк не використовується, поступово руйнується. На 2009 р. парковий фасад обвалився, залишився лише парадний.
З 1980-1990 років не використовується і поступово руйнується.

Збереглися руїни палацу із флігелем, льох, парк і колони, які служили брамою.

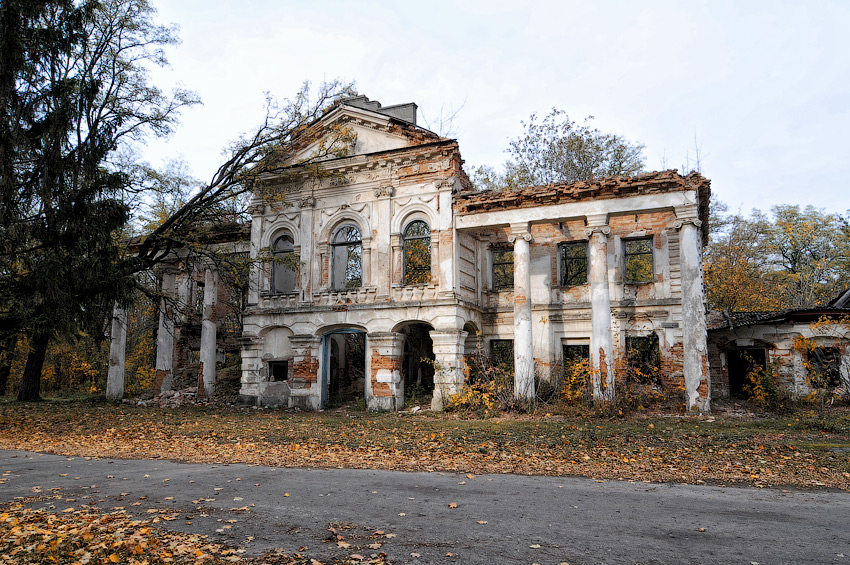
Фасад палацу (фото 2009 р.)
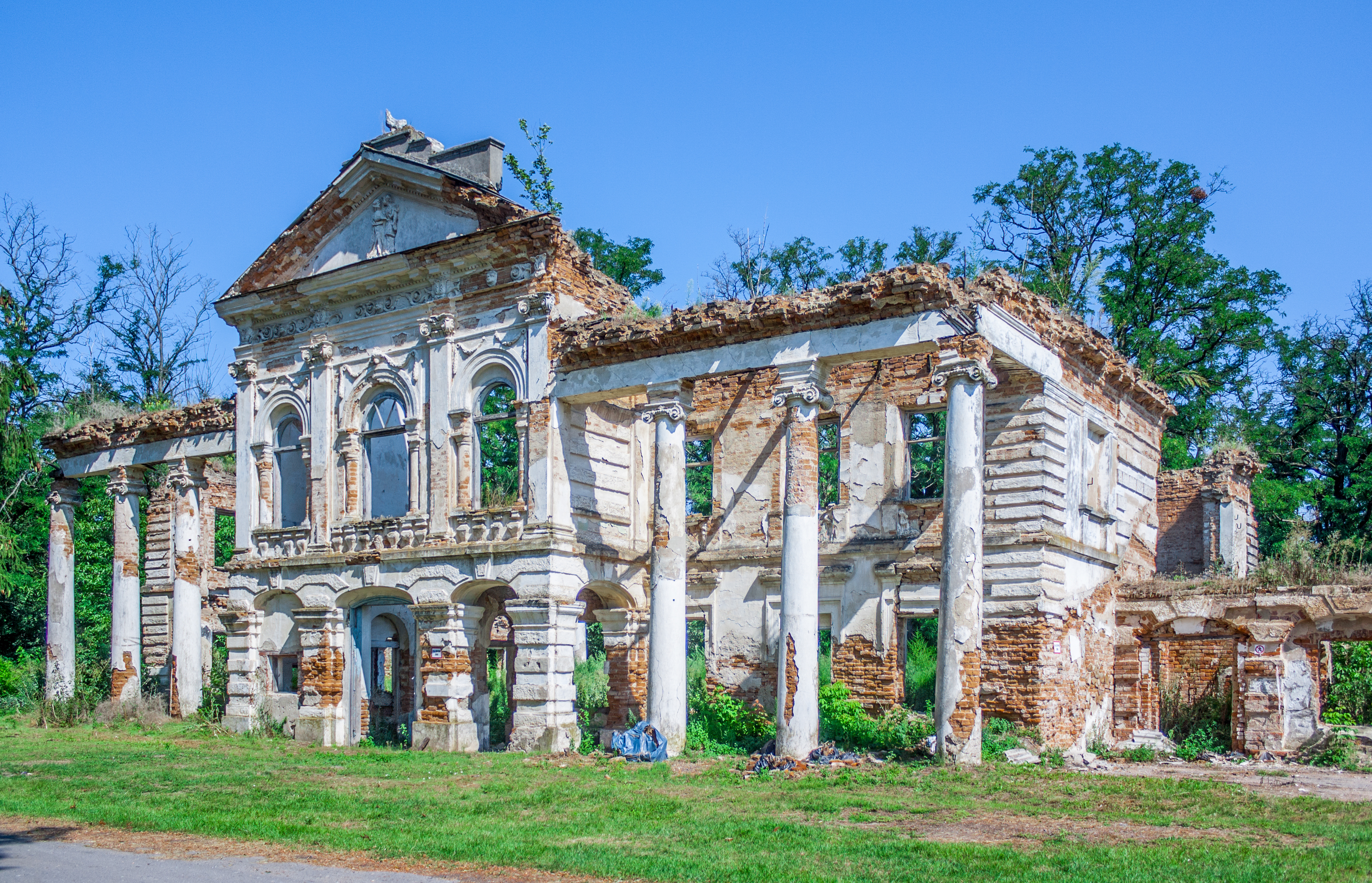
Фасад палацу (фото 2021 р.)
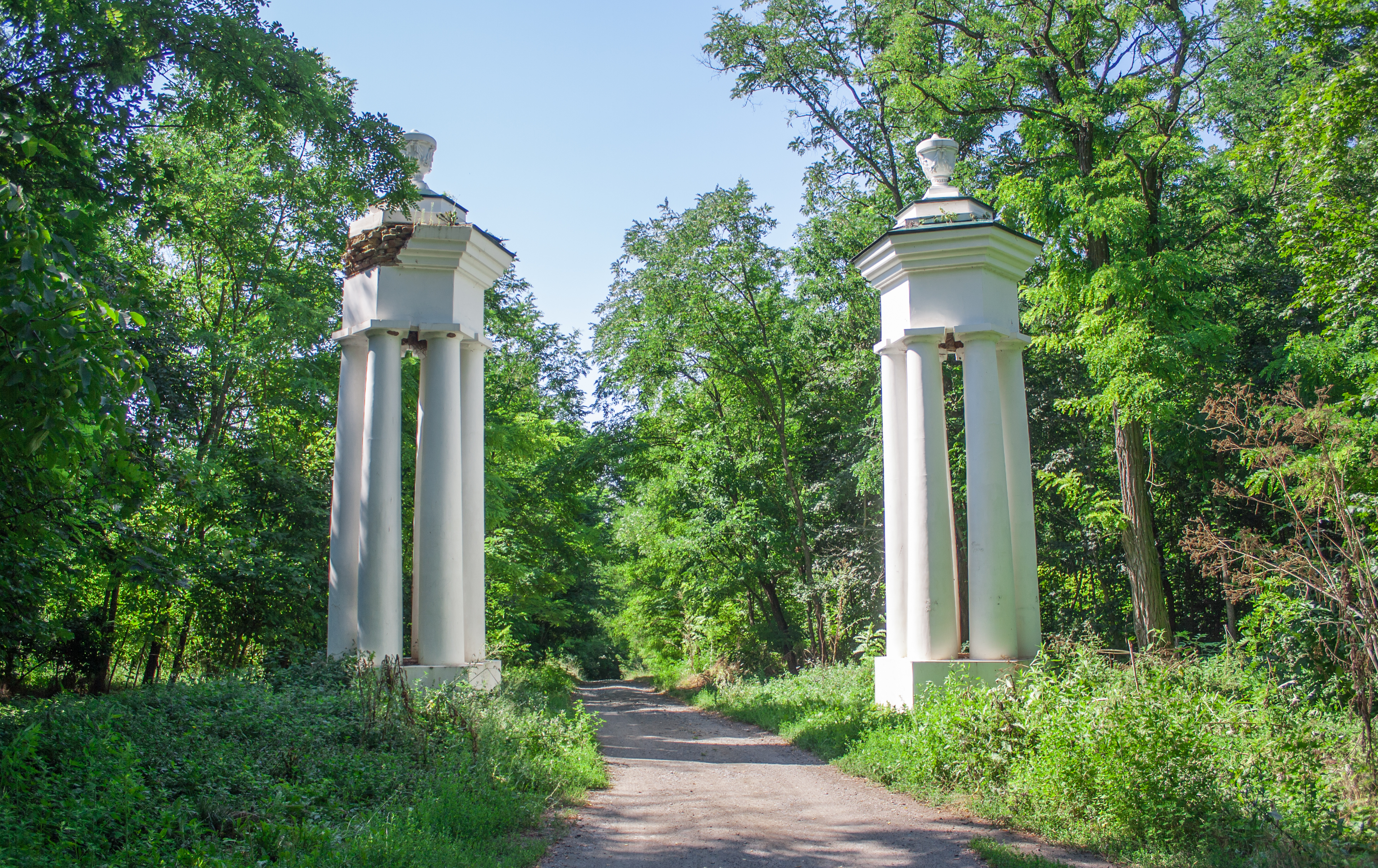
Колони в'їзної брами
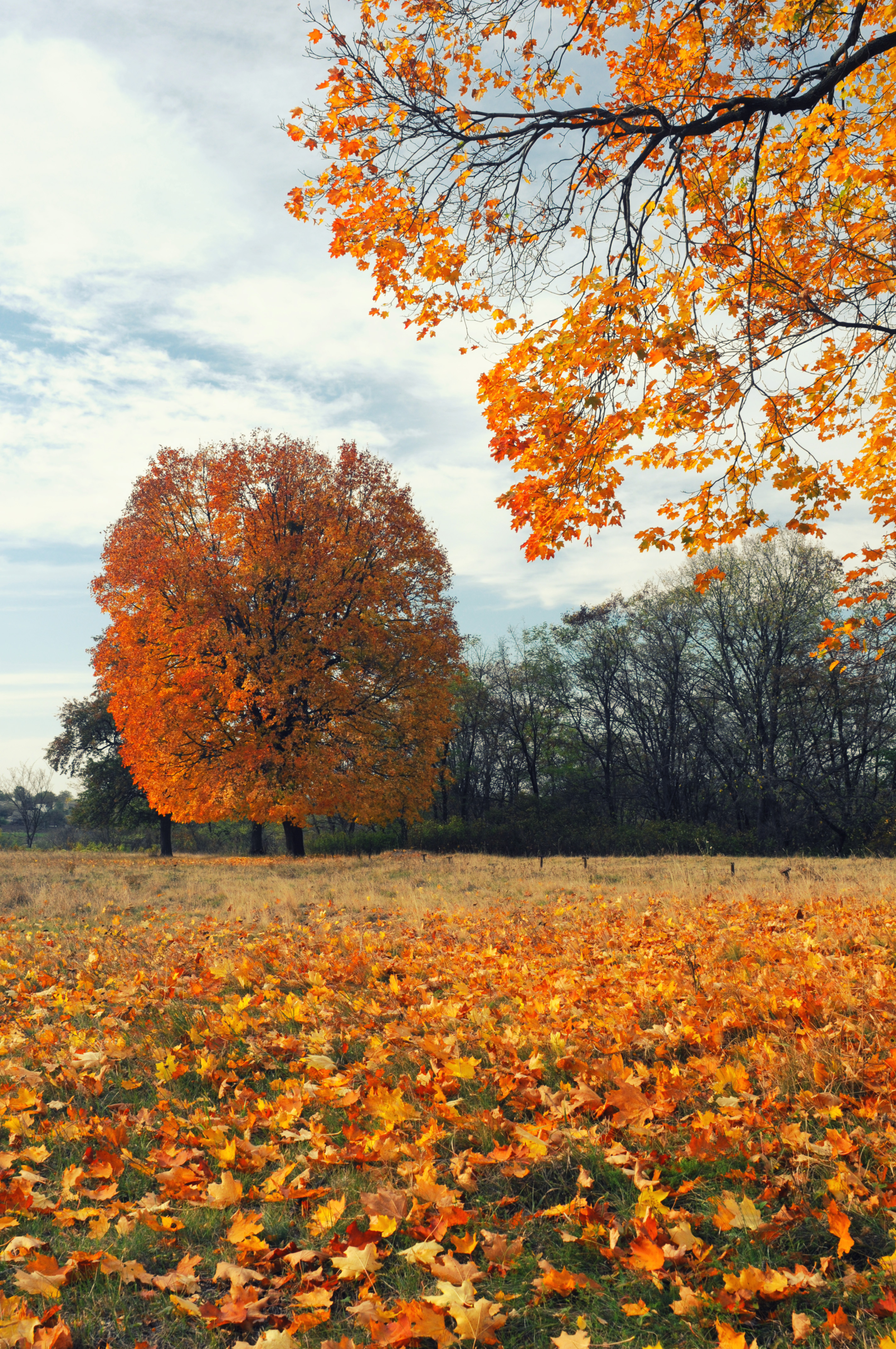
Парк

## Свято-Троїцький храм з іконою Божої Матері

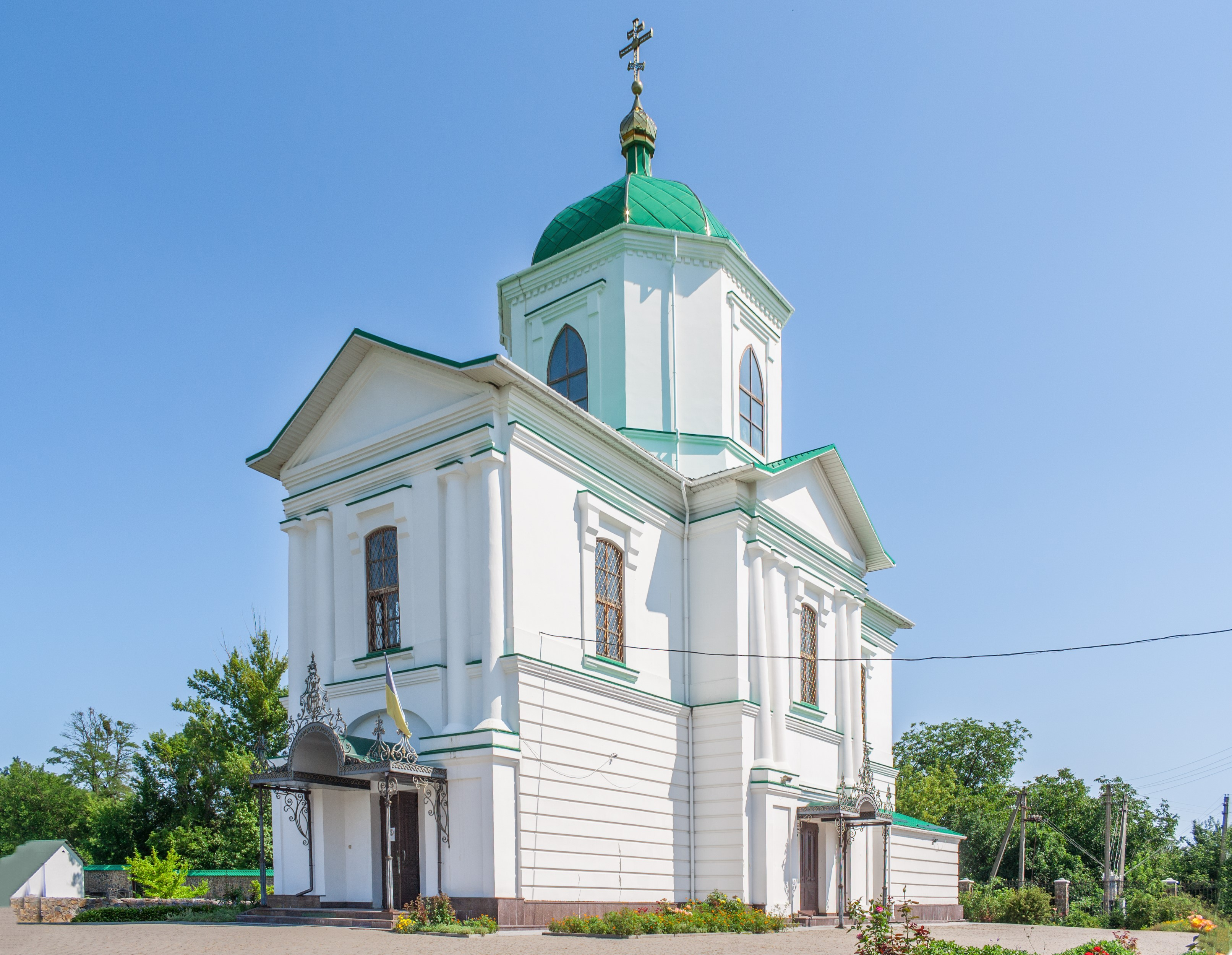
Троїцька церква

Інша історична пам'ятка Рудого Села — Свято-Троїцький храм з іконою Божої Матері. Про ікону з церкви в Рудому Селі згадує у своїх «Сказаннях…» Л. Похилевич: «В окремому кіоті знаходиться вельми шанований навколишніми жителями образ Божої Матері, вклонитися якому сходиться сила-силенна людей».
Про чудотворну ікону розповідають легенди… Якось хворий Станіслав Залєський, лікуючись у Ченстохові в Польщі, купив собі ікону Божої Матері, а коли вже здоровим повертався додому, ікону з собою не взяв. Під час святкового бенкету в маєтку до пана підбігла злякана служниця. Вона сказала, що в льоху (льох зберігся до наших днів) стоїть ікона, що не дається їй в руки. Коли Станіслав сам спустився в льох, ікона промовила: «Коли ти хворів, то молився до мене, а як вилікувався, то забув про мене». Католик Залєський був настільки вражений, що вирішив спеціально для ікони збудувати православну церкву, але пан Станіслав через два роки помер, так і не завершивши будівництво. Спадкоємці Залєського не дуже старанно виконували заповіт, а тому будівництво храму тривало з перервами аж до 1841 року.
У 1963 році церква була закрита. «Атеїсти» скинули хрест і зняли купол, що призвело до руйнації будівлі. В 1999 році почалися відновлювально-реставраційні роботи. Кошти на відродження храму надходили від пожертвувань громадян, приватних підприємців, організацій та церковних громад. Спільними зусиллями храм було відновлено і сьогодні в ньому зберігається ікона Рудосільської Божої Матері. Цікаво, що перед Великою Вітчизняною війною ікона вкривалася крапельками крові, ніби попереджаючи про небезпеку. Кілька разів ікону викрадали, але щоразу злодії повертали святиню, одного разу привезли її аж із Польщі. Ікону вважають чудотворною, адже вона може зцілювати. Останнім часом стало традицією звершувати хресні ходи з іконою Божої Матері.

## Видатні люди
- Брезицький Віктор Якович (1910—1977) — публіцист.[3]
- Демко Михайло Юхимович — лікар-хірург, доктор медичних наук.[4]
- Драчук Віктор Семенович (1936—1989) — археолог, доктор історичних наук, краєзнавець та письменник.
- Заянчківський Іван Пилипович — біолог-зоолог, ветеринарний лікар, письменник.[5]
- Литовченко Галина Григорівна — українська поетеса і прозаїк.
- Оппоков Євгеній Володимирович — гідролог, меліоратор, доктор технічних наук, академік АН УРСР, академік ВАСГНІЛ.
- Оппоков Михайло Володимирович (1879—1915) — громадський діяч, військовий, загинув під час першої світової війни.
- Панасюк Яків Якович (1934—2021) — український науковець, доктор сільськогосподарських наук,

## Галерея

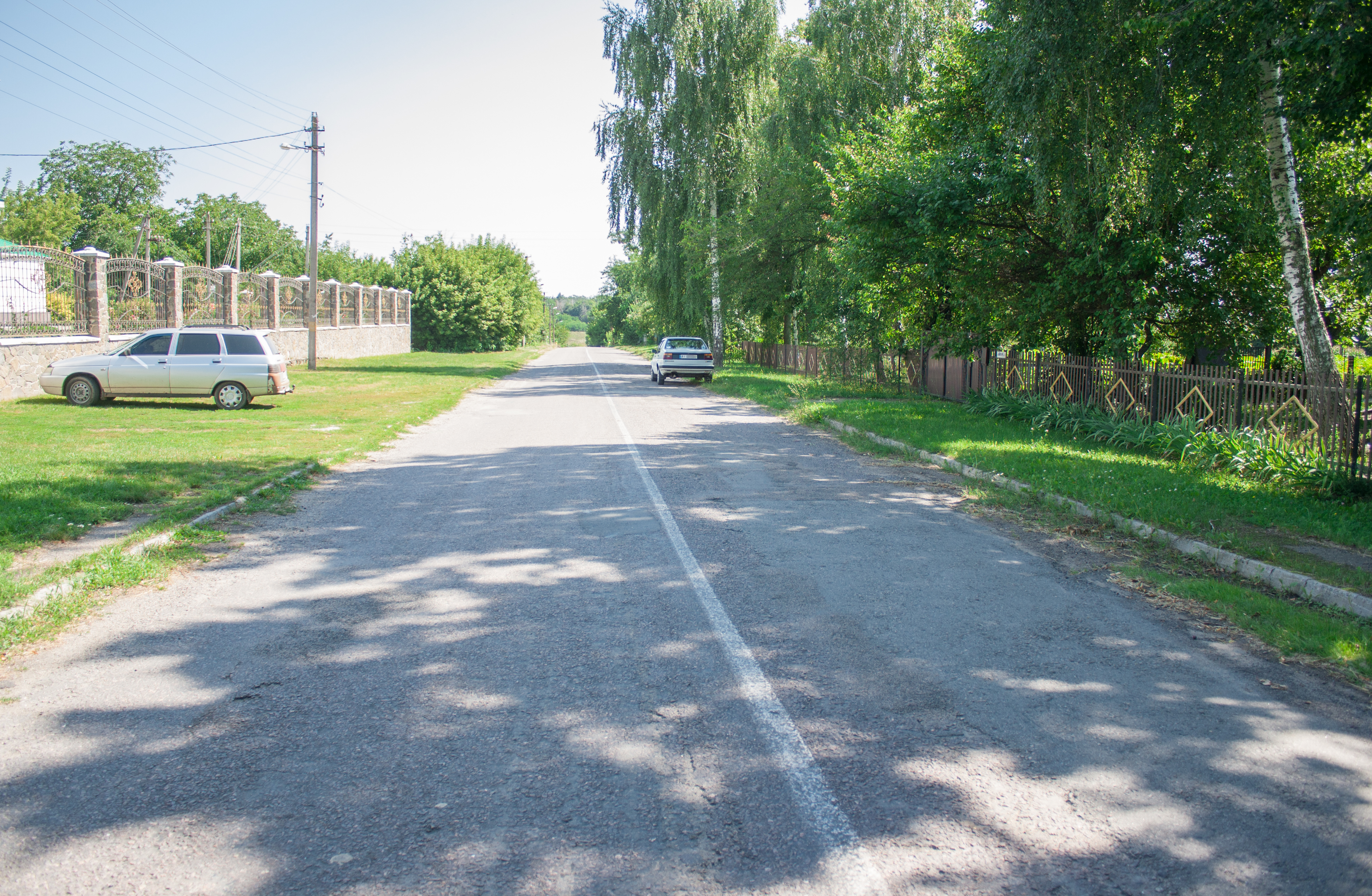
Вулиця Кооперативна
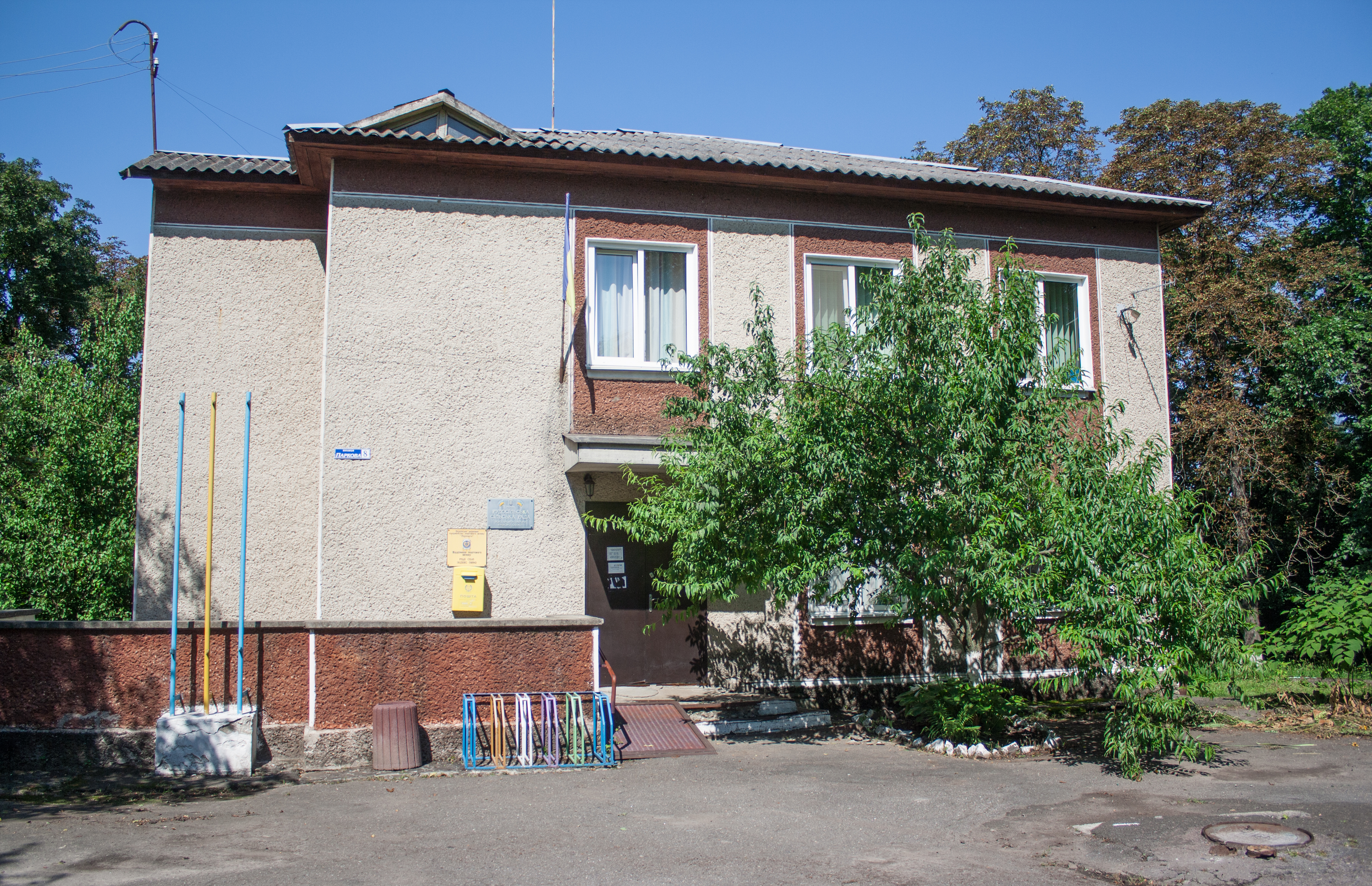
Сільська рада
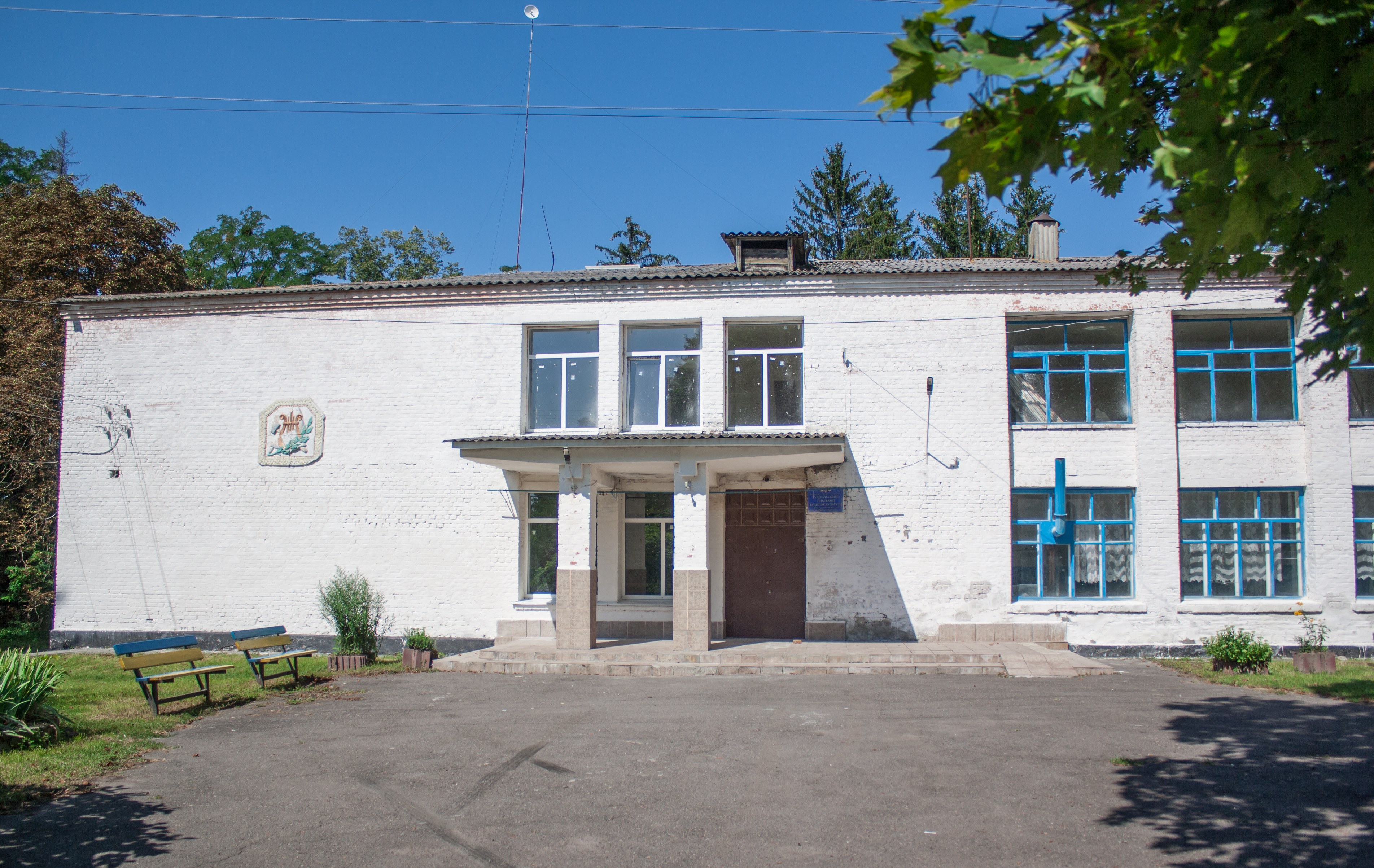
Будинок культури
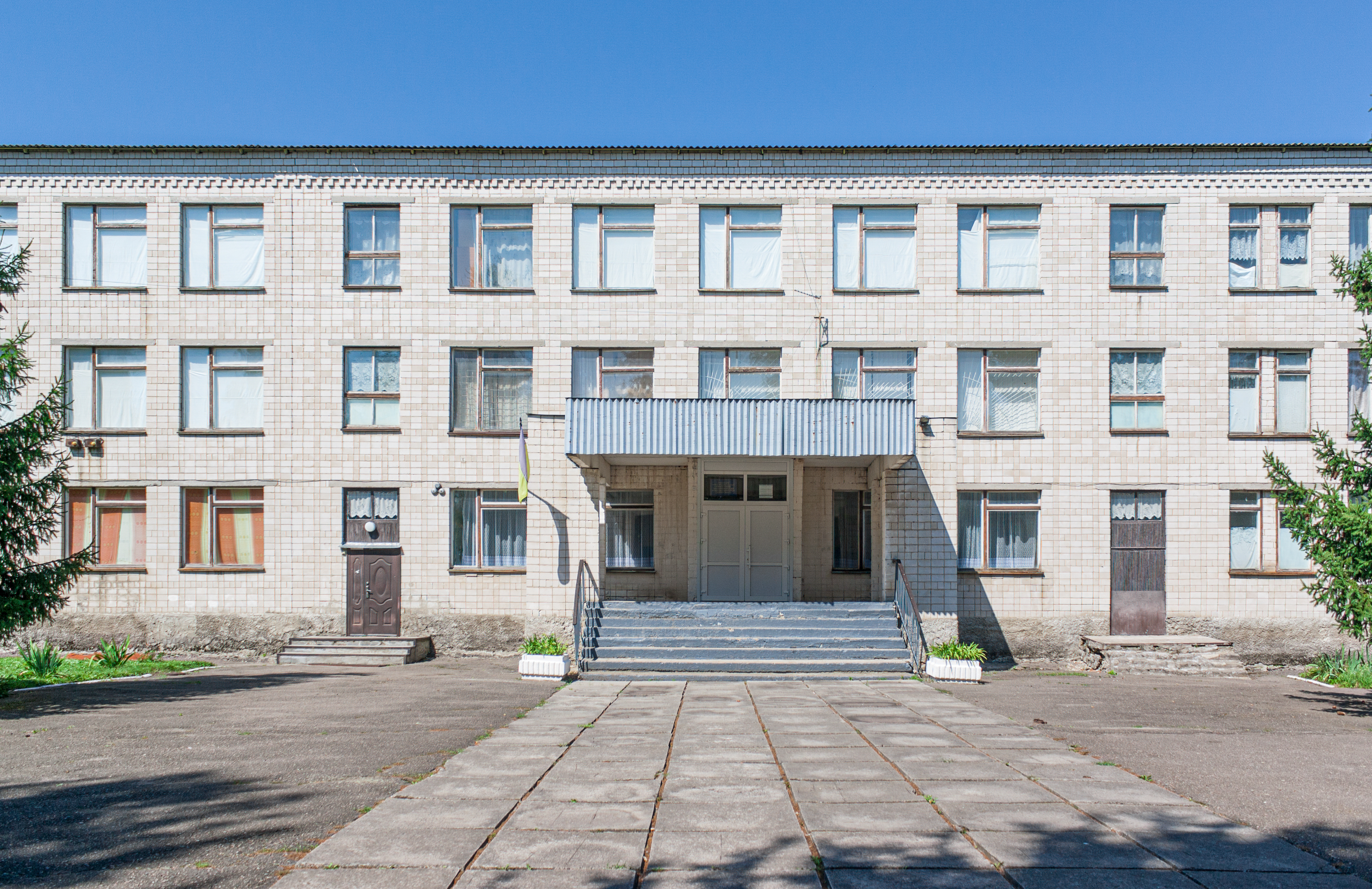
Школа
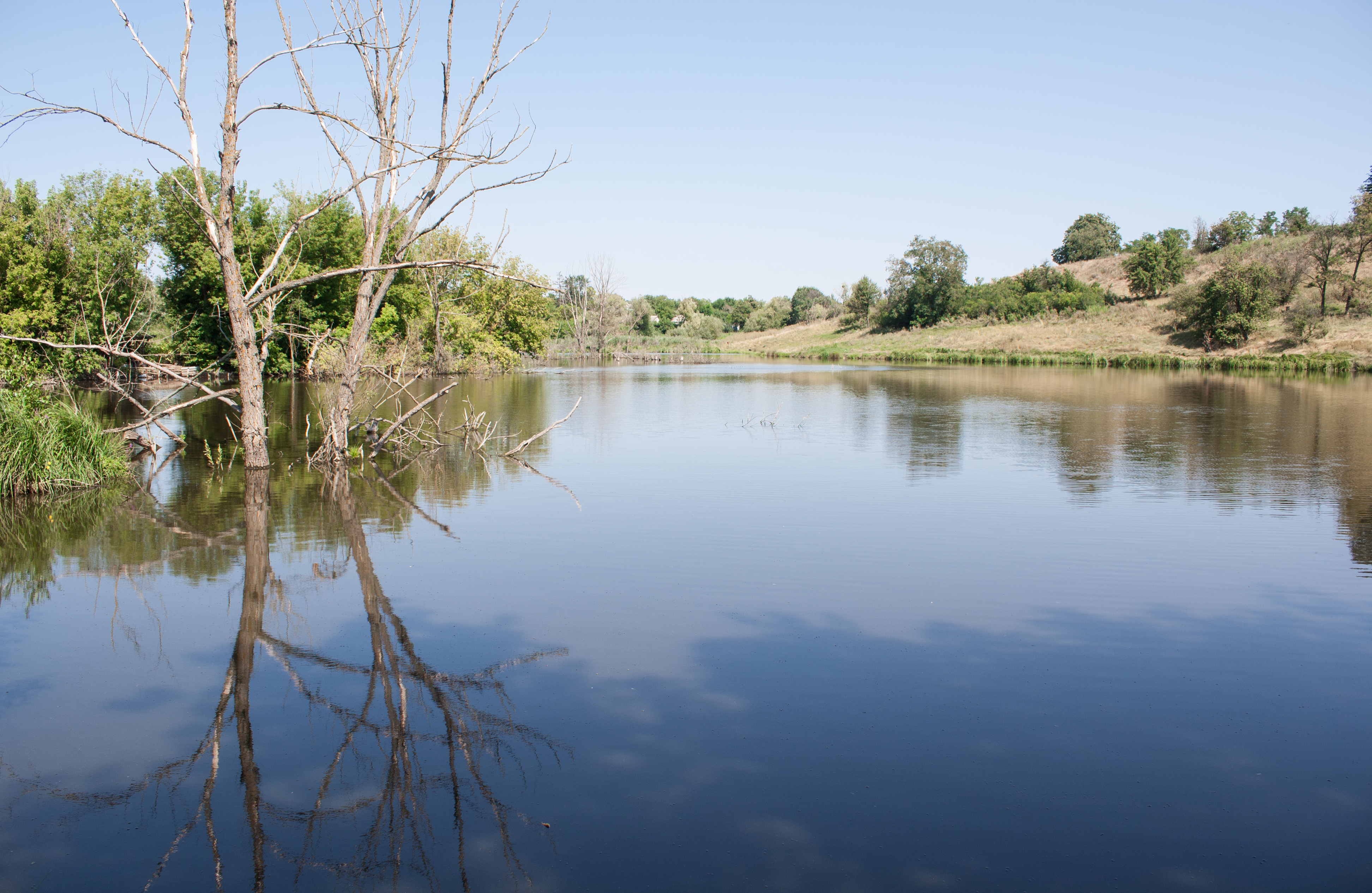
Ставок на річці Коса
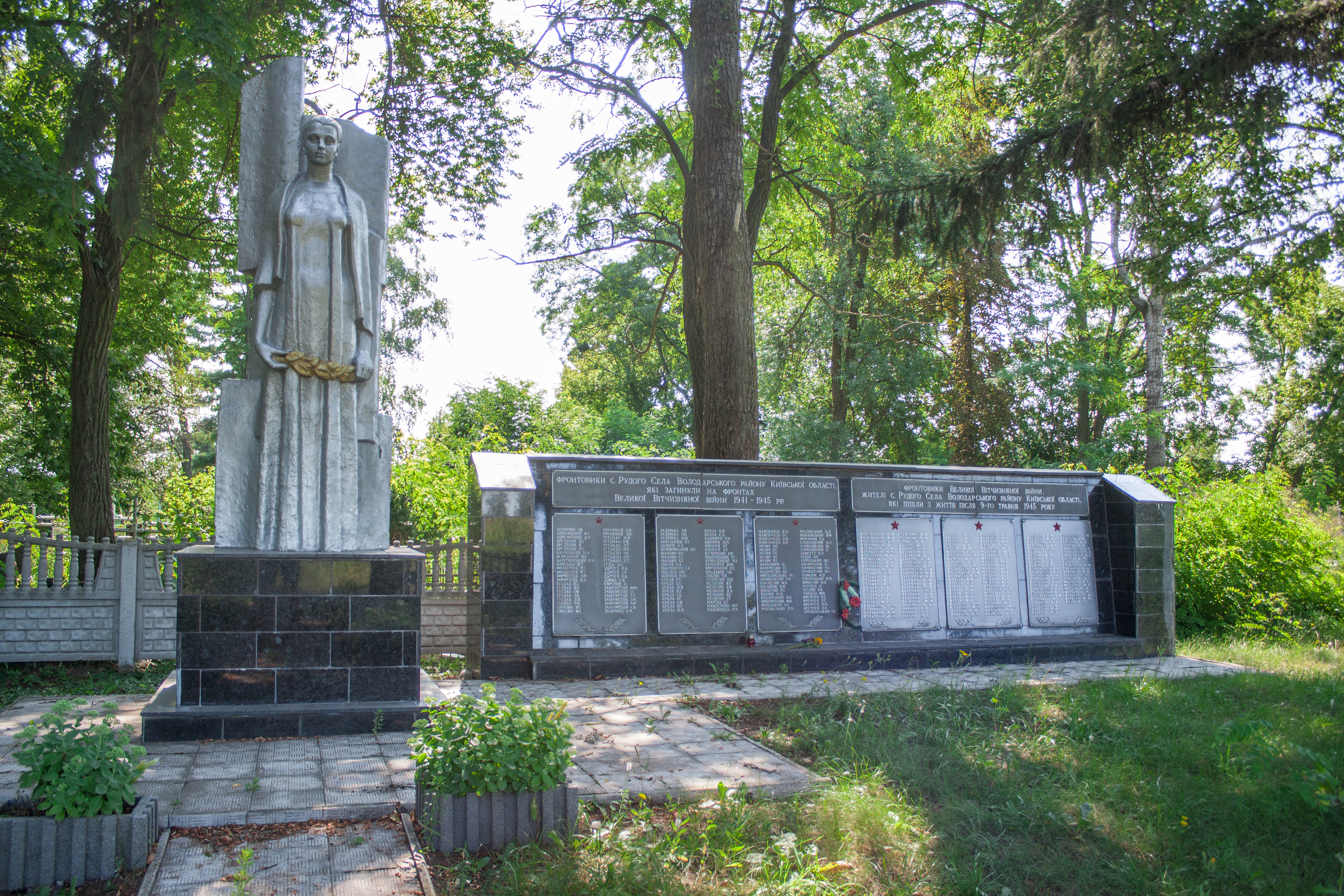
Пам’ятник на честь воїнів-односельців
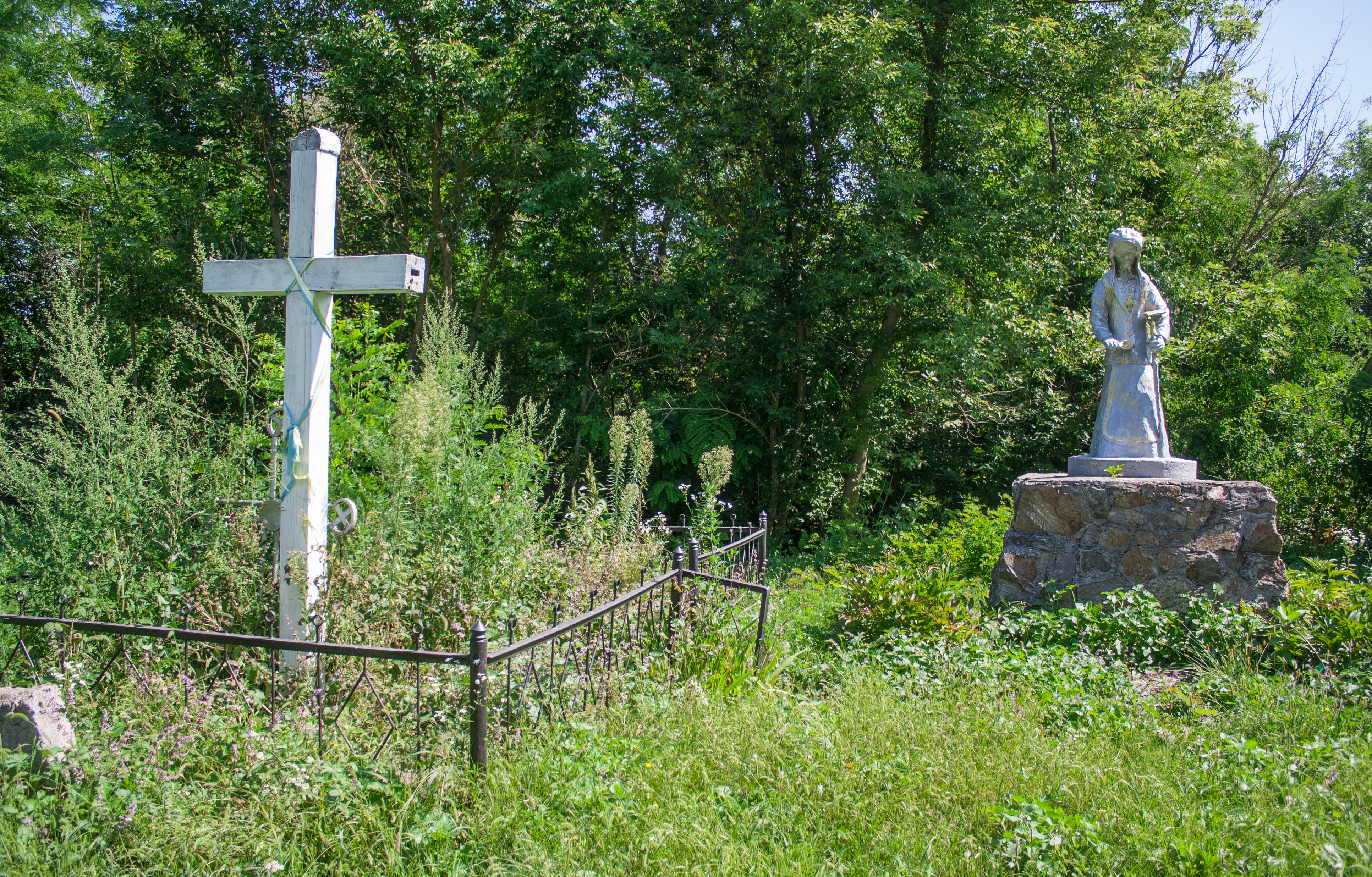
Пам’ятний знак жертвам Голодомору